# Lotte World Tower
Lotte World Tower är en 123 våningar hög skyskrapa i Seoul, Sydkorea. Byggnaden är med sina 555,7 meter både den högsta i Seoul, och i Sydkorea. Den är byggd i en postmodernistisk stil, och färdigställdes 2017. Lotte World Tower används som bostad, kontor och hotell.. Ett konstmuseum, Lotte Museum of Art, har sina lokaler i skyskrapan.